# Habenaria macronectar
Habenaria macronectar là một loài thực vật có hoa trong họ Lan. Loài này được (Vell.) Hoehne mô tả khoa học đầu tiên năm 1937.